# ادموندسون ۱۷۶۱
سیارک ۱۷۶۱ (به انگلیسی: 1761 Edmondson، نامگذاری:1952FN) هزار و هفتصد و شصت و یکمین سیارک کشف شده‌است که در ۳۰ مارس ۱۹۵۲ کشف شد.
قدر مطلق سیارک برابر ۱۱٫۴۰ است.